# امیل البرخت
امیل البرخت (انگلیسی: Émile Albrecht؛ ۱۸۹۷ – ۱۱ فوریه ۱۹۲۷) قایقران روئینگ اهل سوئیس بود.
وی در مسابقات کشوری و بین‌المللی در مجموع برندهٔ ۵ مدال طلا، ۱ مدال برنز شده‌است.